# Saint-Antoine-du-Rocher
Saint-Antoine-du-Rocher là một xã của tỉnh Indre-et-Loire, thuộc vùng Centre-Val de Loire, miền trung nước Pháp.